# Hans Bichelmeier
Hans Bichelmeier (* 3. April 1933 in Mannheim; † 19. Februar 2016) war ein deutscher Ruderer.
Er kam im Alter von 15 Jahren zum Mannheimer Ruderverein Amicitia von 1876. Als Steuermann des Vierer mit erreichte er 1951 den zweiten und 1952 den dritten Platz bei den Deutschen Rudermeisterschaften. 1953 gewann er mit dem Achter im heimischen Mühlauhafen die Deutsche Meisterschaft. Im Jahr darauf konnten die Mannheimer den Titel in Hannover verteidigen. Ein weiterer Titelgewinn gelang Bichelmeier 1955 mit dem Vierer mit.
Von 1963 bis 1973 war er bei der Amicitia Trainer und als Bundestrainer der Skuller nahm Bichelmeier an den Olympischen Spielen 1968 und 1972 teil. In dieser Zeit gewannen die Mannheimer zehn Deutsche Meisterschaften und der von Bichelmeier betreute Jochen Meißner wurde 1965 Europameister und gewann in Mexiko 1968 olympisches Silber.
Von Beruf Unternehmer, war Bichelmeier 15 Jahre Vorsitzender des Fördervereins der Mannheimer Kunsthalle. Darüber hinaus engagierte er sich als Vorsitzender der Mannheimer Deutschen Olympischen Gesellschaft, im Vorstand des Vereins Stadtbild Mannheim, im Kuratorium der Popakademie und als Senatsmitglied der Freien Akademie der Künste.
Bichelmeier erhielt 1953 das Silberne Lorbeerblatt. Außerdem wurde er mit der Goldenen Trainernadel des Deutschen Ruderverbandes, der Schillerplakette der Stadt Mannheim und der Verdienstmedaille des Landes Baden-Württemberg ausgezeichnet. 2003 erhielt er den Bloomaulorden und 2011 das Bundesverdienstkreuz 1. Klasse.